# François Gayot
François Gayot SMM (* 17. Juli 1927 in Saint-Louis-du-Nord, Haiti; † 16. Dezember 2010 in Rom) war ein haitianischer Ordensgeistlicher und römisch-katholischer Erzbischof von Cap-Haïtien.

## Leben
François Gayot trat der Gemeinschaft der Montfortaner bei und wurde am 7. Februar 1954 zum Priester geweiht.
Am 22. November 1974 ernannte Papst Paul VI. Gayot zum Bischof von Cap-Haïtien. Am 2. Februar 1975 empfing er vom damaligen Nuntius in Haiti, Erzbischof Luigi Barbarito, die Bischofsweihe; Mitkonsekratoren waren François-Wolff Ligondé, Erzbischof von Port-au-Prince, und Rémy Augustin, Koadjutorbischof von Port-de-Paix. Als seinen Wahlspruch wählte er einen Leitsatz der mittelalterlichen Passionsfrömmigkeit: Ad lucem per crucem (lat.: Durch das Kreuz zum Licht).
Mit der Erhebung der Diözese Cap-Haïtien zum Erzbistum durch Papst Johannes Paul II. am 7. April 1988 wurde Gayot deren erster Erzbischof. Über mehrere Jahre war er Vorsitzender der Bischofskonferenz von Haiti.
Sein altersbedingtes Rücktrittsgesuch nahm der Papst mit Wirkung vom 5. November 2003 an.
Im Dezember 2010 hielt sich François Gayot als offizieller Vertreter der haitianischen Kirche bei einer Tagung der International Catholic Migration Commission (ICMC) über Migrationsfragen in Rom auf. Hier musste er sich wegen gesundheitlicher Beschwerden in die Gemelli-Klinik einweisen lassen, in der er wenig später starb.